# الخطوط الجوية الصينية الرحلة 611
الخطوط الجوية الصينية الرحلة 611 هي رحلة طيران من مدينة تايبيه عاصمة دولة تايوان إلي مدينة هونغ كونغ في الصين وبعد نصف ساعة من الأقلاع أنقسمت الطائرة إلي أربعة أجزاء علي ارتفاع 11 كم فوق سطح البحر ومات جميع الركاب والطاقم البالغ عددهم 225 شخصا معظمهم ماتوا بسبب الأنفجار وكانت أسوء كارثة طيران في آسيا وطائرات بوينغ 747 الأكثر دموية في التاريخ واكتشف المحققين الأمريكين والصينين أنه منذ 15 عاما تضرر ذيل الطائرة عند هبوطها على مدرج مطار هونغ كونغ الدولي وإن أخطاء الصيانة أدت إلى هذا الانفجار والتحطم.